# Provinciale Zeeuwsche Electriciteits-Maatschappij

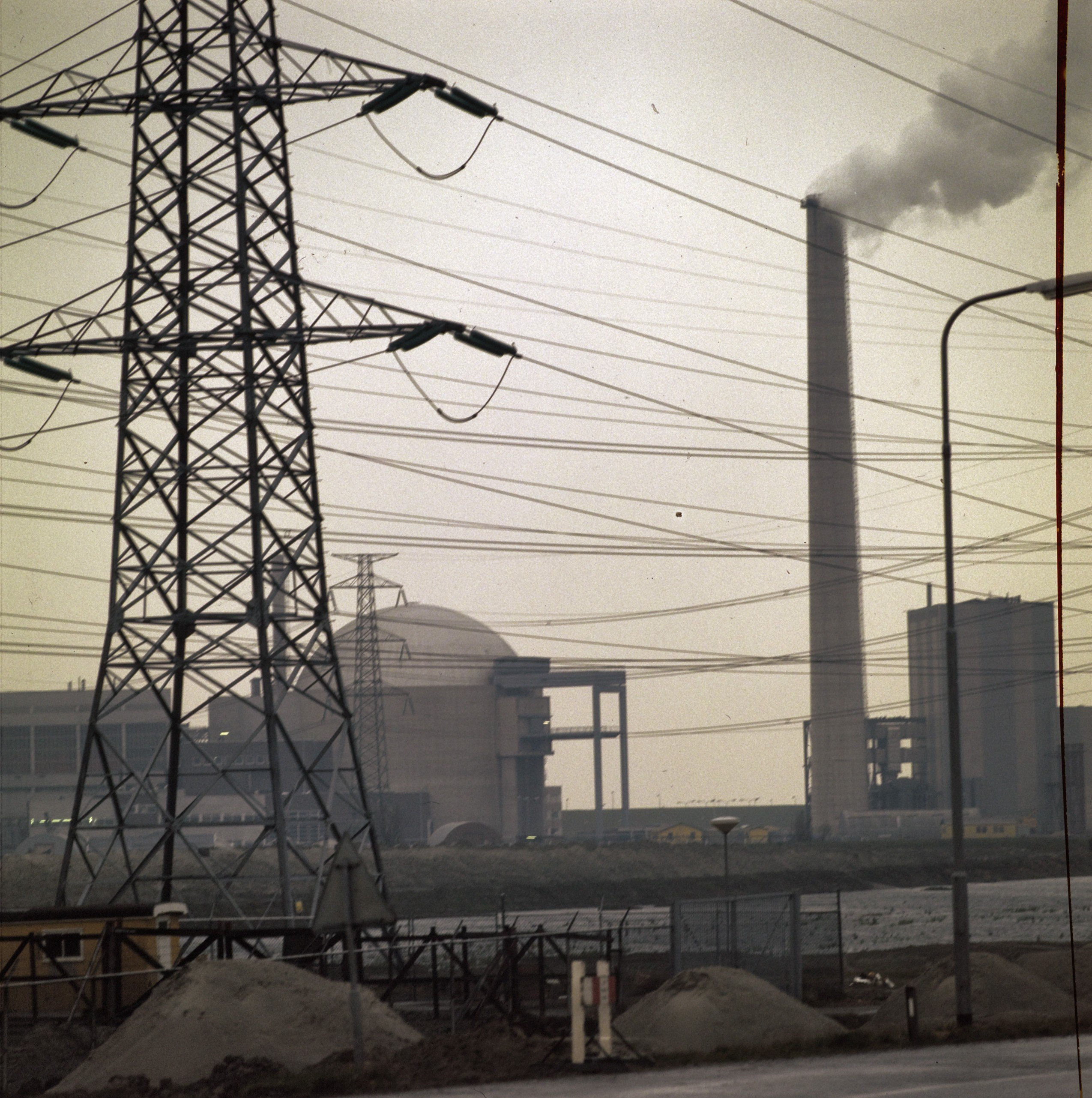
De kerncentrale en kolencentrale bij Borssele

De Provinciale Zeeuwsche Electriciteits-Maatschappij (PZEM), vanaf 1970 Provinciale Zeeuwse Energie-Maatschappij, is een voormalig nutsbedrijf in de Nederlandse provincie Zeeland, in 1990 opgegaan in DELTA.

## 1919-1930
In 1919 werd de N.V. PZEM opgericht als provinciaal elektriciteitsbedrijf, in dezelfde tijd als veel andere provinciale elektriciteitsbedrijven in Nederland. Doel van deze bedrijven was het op provinciaal niveau ter hand nemen van de verdere elektrificatie van de provincies, en in het bijzonder het platteland. Net als in andere provincies meende het provinciaal bestuur dat de kleinere plaatsen en afgelegen percelen bij uitsluitend particuliere (commerciële) exploitatie nooit van elektriciteit zouden kunnen worden voorzien.
De grootste aandeelhouder van de PZEM was de provincie Zeeland. Enkele gemeenten hadden kleinere aandelen in de NV.
Het (toekomstige) verzorgingsgebied van de PZEM werd onderverdeeld in drie zogeheten groepen:
- De noordelijke groep: Schouwen-Duiveland, Tholen, Sint Philipsland
- De middengroep: Walcheren, Noord- en Zuid-Beveland
- De zuidelijke groep: Zeeuws-Vlaanderen

In 1922 werd begonnen met de bouw van een centrale voor Zeeuws-Vlaanderen in de gemeente Westdorpe. Deze kolencentrale, gesitueerd aan de westzijde van het Kanaal van Gent naar Terneuzen, nabij Sluiskil, werd in mei 1923 in gebruik gesteld. Schoondijke was de eerste gemeente die elektriciteit van PZEM geleverd kreeg. Verschillende gemeenten hadden op dat moment al een eigen centrale.
In Midden- en Noord-Zeeland bestond er bij de gemeenten veel weerstand tegen aansluiting bij PZEM, ofwel omdat zij al een eigen elektriciteitscentrale hadden, ofwel omdat zij beschikten over een eigen gasvoorziening. Voor de noordgroep en middengroep werd overwogen elektriciteit te 'importeren' van de PNEM via een nieuw aan te leggen kabel; de voorziening op Walcheren zou kunnen geschieden via een contract met de Societé Anonyme d'Éclairage et Tramways Electriques (TVFM) in Vlissingen, die de tramweg Vlissingen-Middelburg exploiteerde met een eigen elektriciteitscentrale, die ook elektriciteit leverde aan Vlissingen en Middelburg. In 1928 werd ervoor gekozen de opwekking in de middengroep zelf te verzorgen, door hetzij een eigen centrale te bouwen, hetzij de bestaande particuliere centrale in Vlissingen over te nemen. In datzelfde jaar werd begonnen met de aanleg van een distributienetwerk voor de noordgroep. De daarvoor benodigde elektriciteit werd in eerste instantie betrokken van de PNEM.

## 1930-1970

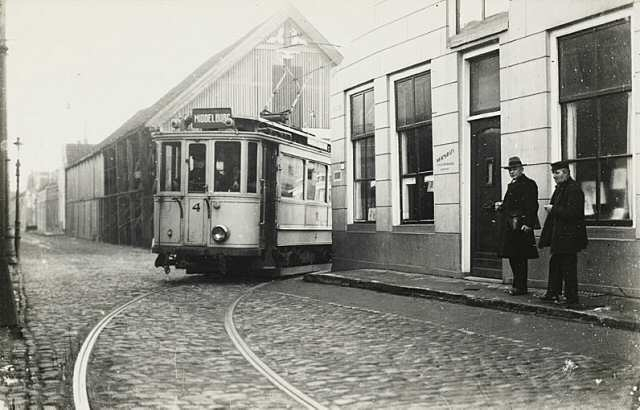
Tram in Middelburg in de jaren 30

In 1929 nam de PZEM de TVFM over. De PZEM was eigenlijk alleen geïnteresseerd in de elektrische centrale en het distributienet, maar de Societé Anonyme eiste dat het gehele bedrijf zou worden overgenomen, inclusief de tramwegen. De exploitatie van de tram zou nog tot 1944 door de PZEM worden voortgezet. Na de elektrificatie van het Zeeuwse spoornet ging PZEM tevens stroom leveren aan de Nederlandse Spoorwegen.
De overname van de TVFM betekende het begin van een snelle groei. Het distributienet werd verbeterd en de afname van stroom door de industrie, waaronder Koninklijke Maatschappij De Schelde te Vissingen, nam gestadig toe. In 1969 had PZEM in Nederland de grootste omzet per hoofd van de bevolking.
In 1937 kwam aan de Poelendaelesingel 10 te Middelburg een nieuw hoofdkantoor gereed, in traditionalistische stijl, naar ontwerp van Arend Rothuizen. Het gebouw is altijd in gebruik gebleven bij PZEM en later bij DELTA, en is in 2000 ingeschreven als rijksmonument.

## 1970-1990

### Fusie met ZEGAM en naamswijziging
Op 1 januari 1970 fuseerde PZEM met de Zeeuwse Gasmaatschappij (ZEGAM), die was opgericht in 1965. Hierdoor ontstond een groot Zeeuws energiebedrijf. De officiële naam van PZEM werd nu gewijzigd in NV Provinciale Zeeuwse Energie Maatschappij. 

### Kerncentrale Borssele

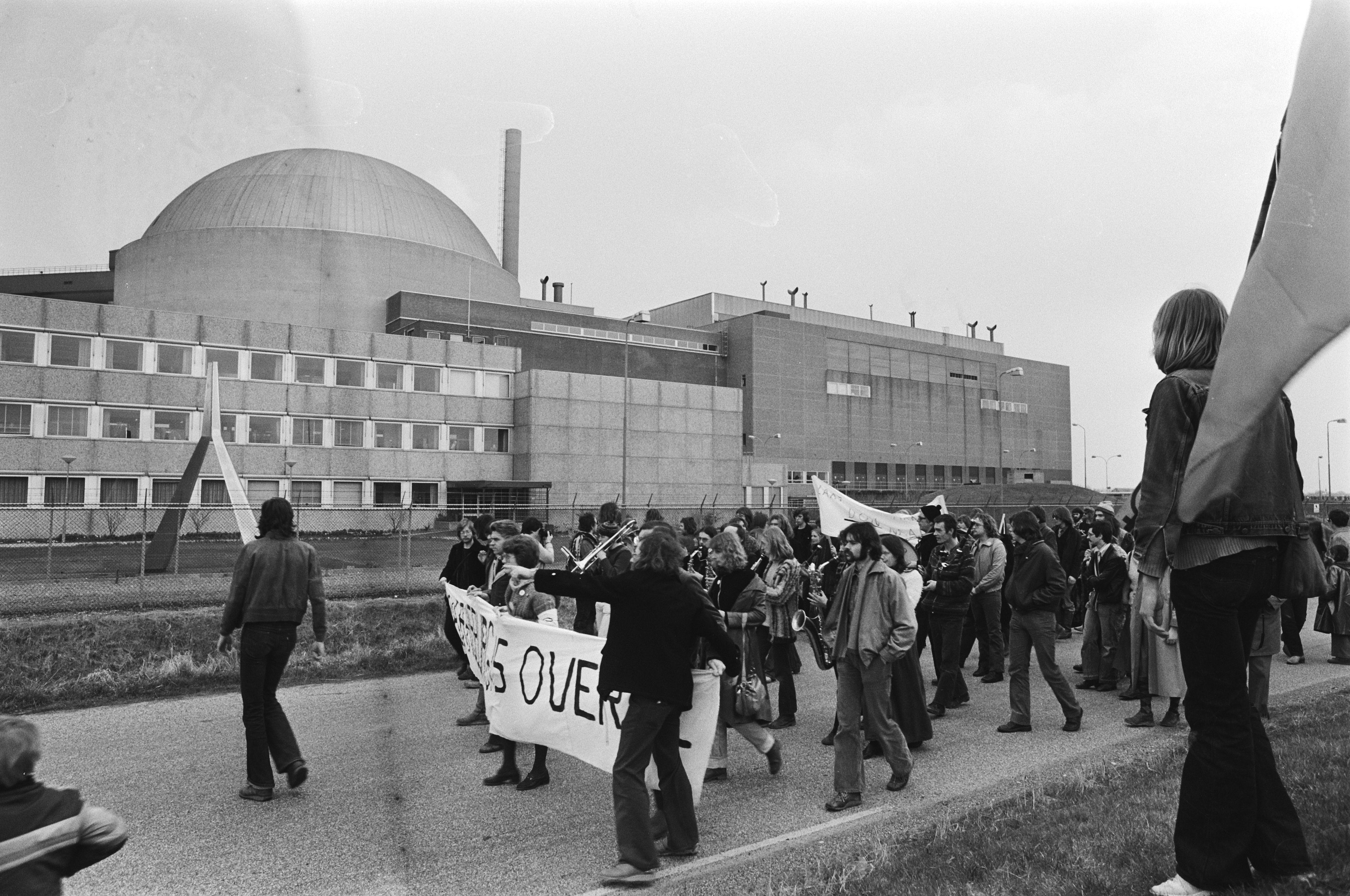
Protest tegen kernenergie bij de kerncentrale Borssele in 1979

In 1969 besloot PZEM een kerncentrale te bouwen bij Borssele, in combinatie met een overeenkomst voor de levering van grote hoeveelheden elektriciteit tegen een lage prijs aan een in Zeeland te bouwen vestiging van de aluminiumproducent Pechiney. Tot ongenoegen van de Nederlandse industrie werd de opdracht voor de bouw van Borssele niet gegund aan een consortium van Nederlandse bedrijven (Neratoom) en het Amerikaanse Westinghouse, maar aan het Duitse Siemens/KWU. De kerncentrale Borssele kwam in 1973 in bedrijf.

## Vanaf 1990

### Van PZEM naar DELTA
In 1990 werden de elektriciteitscentrales van PZEM ondergebracht in de Elektriciteits Produktiemaatschappij Zuid-Nederland (EPZ) waar op dat moment al de centrales van PNEM en PLEM waren ondergebracht. PZEM kreeg een belang van 1/3 in de EPZ. De nieuwe Elektriciteitswet 1989 schreef voor dat de elektriciteitsproductie moest worden afgescheiden van de levering en het netbeheer. De levering van gas en elektriciteit en het netbeheer werden in 1991 samengevoegd met de Watermaatschappij Zuid-West Nederland tot één Zeeuws nutsbedrijf dat alle voorzieningen bundelde, onder de naam DELTA Nutsbedrijven.

### Van DELTA naar PZEM
In de Wet onafhankelijk netbeheer van 2006 werd bepaald dat het netbeheer niet langer gecombineerd mocht worden met de productie en levering van elektriciteit. Als gevolg daarvan werd uiteindelijk in de jaren 2015-2017, na een lang juridisch proces, DELTA opgesplitst in drie delen:
- een netbeheerder met de naam DELTA Netwerkbedrijf (inmiddels Enduris) die al eerder als dochteronderneming was verzelfstandigd;
- een bedrijf voor levering van kabel-tv, internet, telefonie en energie, dat als DELTA verdergaat. Dit bedrijf verzorgt tevens facturering en onderhoud voor het drinkwaternet van Evides
- een bedrijf voor productie van elektriciteit en energielevering aan zakelijke afnemers, dat (opnieuw) onder de naam PZEM handelde. Deze laatste activiteiten werden op 24 september 2022 verkocht aan de Tsjechische energiemaatschappij EPH. De aandelen in Delta en andere belangen bleven achter in een houdstermaatschappij onder de naam Zeeuwse Energie Houdstermaatschappij (ZEH).[2]

### Van PZEM naar EP Commodities
Na de overname van PZEM door EPH eind 2022 werd het een dochterbedrijf van het nieuw opgerichte EP NL. Eind 2024 werd bekendgemaakt dat de naam PZEM zou verdwijnen en dat het bedrijf vanaf februari 2025 verder zou gaan onder de naam EP Commodities, afgekort EPC. EP Commodities is net als EP NL een dochteronderneming van EPH waarvan het hoofdkantoor is gevestigd in Praag en onder andere handelskantoren in Zug (Zwitserland) en Londen (Verenigd Koninkrijk) heeft. Het bedrijf concentreert zich vooral op de (speculatieve) handel van energiegrondstoffen zoals gas, elektriciteit en emissierechten. Het Nederlandse EP Commodities blijft echter onderdeel van EP NL.